# 婦產科學
婦產科學，簡稱OB/GYN，是醫學中專門研究女性特有疾病、生理变化以及妊娠、生產的学科，可細分為產科學与婦科學。

## 專科
在美國，婦產科學醫師會接受的專科訓練如下：
- 母嬰醫學（英语：Maternal-fetal medicine）：產科學的專科，有些會稱為圍產學（perinatology），主要是專注在高風險妊娠的藥物及手術，以及有關胚胎的手術，目的是減少发病率和死亡率。
- 生殖內分泌學及不孕症（英语：Reproductive endocrinology and infertility）：著重在不孕症的生理原因以及介入治療。
- 婦科腫瘤科：婦科專科，以生殖系統罹患癌症婦女的藥物及手術治療。
- 女性骨盆医学和重建手术（英语：urogynaecology）：針對尿失禁及骨盆器官脱垂（英语：prolapse）婦女的診斷以及手術治療。
- 先进腹腔鏡手術
- 计划生育：婦科專科，主要是提供生育控制的訓練，以及妊娠終止（堕胎）的手術或藥物
- 兒童及青少年婦科
- 更年期及老人醫學婦科

## 人力情形
在2000年到2004年，越來越多美國醫科的學生不選擇婦產科學此一專科，因此造成一些州的婦產科醫生嚴重不足，婦女就醫時的選擇也變少了，原因是因為婦產科的薪資不高，工作時間較長，而婦產科醫生因醫療結果而被提出訴訟的風險較高。但在2004年開始，越來越多州強制進行民事侵權改革，而美國畢業後醫學教育評鑑委員會也決定限制醫生的工作時數，因此較多的醫科學生選擇婦產科。在2007年住院醫生實習期的配對中，整個美國只有六處的婦產科找不到實習醫生，較以往的記錄要低。而婦產科也開始和一些其他外科專業相競爭。根據美國醫學院校報告協會提出的「婦女在醫學學術研究的狀態」報告，婦產科醫生中有83%為女性。